# The Spectre (bài hát của Alan Walker)
"The Spectre" là bài hát EDM được sáng tác bởi DJ và nghệ sĩ người Anh Alan Walker, kết hợp với các ca sĩ không được công nhận được nhạc sĩ kiêm đạo diễn người Na Uy Jesper Borgen giới thiệu. Nó được sáng tác bởi Jesper Borgen, Walker, Marcus Arnbekk, Mood Melodies và Lars Kristian Rosness, với the latter four xử lí sản xuất, và lời bài hát được viết bởi tất cả nhà soạn nhạc như Tommy La Verdi và Gunnar Greve. Bài hát được phát hành thông qua Mer Musikk vào 15 tháng 9 năm 2017.

## Bối cảnh
"The Spectre" là bản làm lại của đĩa đơn của Walker vào năm 2015 tên "Spectre", được phát hành thông qua NoCopyrightSounds vào 6 tháng 1 năm 2015. Đến 22 tháng 12 năm 2016, Walker ra mắt bài hát trong suốt buổi live show "Alan Walker is Heading Home", tại quê nhà của anh ở Bergen, Na Uy. Anh đưa bài hát này lên nhiều tháng trước khi phát hành bài hát, cũng như phát một phiên bản sửa đổi của bài hát trên sân khấu chính tại Tomorrowland Belgium năm 2017. Trong một cuộc phỏng vấn với Dance Music Northwest, Walker mô tả bài hát là "một phiên bản mới hơn của bài hát cũ của tôi là Spectre", tương tự như "những gì tôi đã làm với 'Fade' và 'Faded'". Walker nói về bài hát trong một thông cáo báo chí: "Các phản ứng và phản hồi từ mọi người thực sự tuyệt vời, tôi rất vui mừng vì nó đã được phát hành chính thức. Đây là bài hát mà tôi muốn dành cho những người hâm mộ cốt lõi của tôi, những người đã theo tôi kể từ khi tôi bắt đầu sáng tác."

## Đánh giá chuyên môn
Your EDM cảm thấy bài hát "chứa tất cả các yếu tố của Alan Walker mà các fan hâm mộ đều tìm kiếm và yêu thích", kể cả "thiết kế âm thanh, giọng hát mờ nhạt, và chìa khóa làm nên Alan Walker". So với Faded, nó coi như là "một mẫu mới hơn, tinh tế hơn" Rajrishi Murthi của Bangin Beats coi bài hát là "một bài hát vui vẻ đã sẵn sàng chứng nhận làm tự hào tất cả các thông tin xác thực của một bản hit".

## Xuất hiện trở lại
Vào tháng 9 năm 2023, bài hát nổi tiếng trở lại nhờ một meme lan truyền được đăng trên các nền tảng chia sẻ phương tiện truyền thông, trong đó có hình ảnh giả định của một chú Mèo Xì Trum, thường đi kèm với lời bài hát "We live, we love, we lie" (Chúng ta sống, chúng ta yêu, chúng ta lừa dối) của Walker.

## Ghi công và đội ngũ thực hiện
Danh sách ghi công được lấy từ Tidal.
- Alan Walker – sáng tác nhạc, sản xuất
- Marcus Arnbekk – sáng tác nhạc, sản xuất
- Mood Melodies – sáng tác nhạc, sản xuất
- Lars Kristian Rosness – sáng tác nhạc, sản xuất
- Jesper Borgen – sáng tác nhạc, thu âm
- Tommy La Verdi – lời bài hát
- Gunnar Greve – lời bài hát, sản xuất điều hành
- Sören von Malmborg – thống nhất
- Fredrik Borch Olsen – đồng sản xuất

## Bảng xếp hạng

### Bảng xếp hạng hàng tuần
| Bảng xếp hạng (2017–18)                       | Vị trí cao nhất |
| --------------------------------------------- | --------------- |
| Áo (Ö3 Austria Top 40)                        | 14              |
| Cộng hòa Séc (Rádio Top 100)                  | 30              |
| Cộng hòa Séc (Singles Digitál Top 100)        | 57              |
| Đức (GfK)                                     | 50              |
| Hungary (Single Top 40)                       | 32              |
| Ý (Musica e Dischi)                           | 25              |
| Mexico Airplay (Billboard)                    | 31              |
| Na Uy (VG-lista)                              | 5               |
| Philippines (Philippine Hot 100)              | 65              |
| Ba Lan (Polish Airplay Top 100)               | 7               |
| Slovakia (Rádio Top 100)                      | 76              |
| Slovakia (Singles Digitál Top 100)            | 97              |
| Thụy Điển (Sverigetopplistan)                 | 22              |
| Thụy Sĩ (Schweizer Hitparade)                 | 13              |
| Thụy Sĩ (Media Control Romandy)               | 8               |
| Hoa Kỳ Hot Dance/Electronic Songs (Billboard) | 24              |

### Bảng xếp hạng cuối năm
| Bảng xếp hạng (2018)                          | Vị trí |
| --------------------------------------------- | ------ |
| Hoa Kỳ Hot Dance/Electronic Songs (Billboard) | 83     |

## Chứng nhận
| Quốc gia                                                    | Chứng nhận | Số đơn vị/doanh số chứng nhận |
| ----------------------------------------------------------- | ---------- | ----------------------------- |
| Áo (IFPI Áo)                                                | Bạch kim   | 30.000‡                       |
| Đan Mạch (IFPI Đan Mạch)                                    | Vàng       | 45.000‡                       |
| Đức (BVMI)                                                  | Vàng       | 150.000‡                      |
| Ý (FIMI)                                                    | Vàng       | 25.000‡                       |
| México (AMPROFON)                                           | Bạch kim   | 60.000‡                       |
| Ba Lan (ZPAV)                                               | Bạch kim   | 50.000‡                       |
| Tây Ban Nha (PROMUSICAE)                                    | Vàng       | 30.000‡                       |
| Thụy Điển (GLF)                                             | Bạch kim   | 20.000‡                       |
| ‡ Chứng nhận dựa theo doanh số tiêu thụ và phát trực tuyến. |            |                               |